# 奇彭代爾 (新南威爾士州)
33°53′11″S 151°12′00″E / 33.8863°S 151.1999°E奇彭代爾（英語：Chippendale）位於澳大利亞新南威爾士州，緊貼悉尼中心商業區南端的近郊地區。

## 歷史
威廉·奇彭代爾（William Chippendale）於1819年獲授予95英畝（38公頃）延伸至現今的雷德芬火車站的土地。奇彭代爾於1821年以380鎊將之售予商人所羅門·利維（Solomon Levey）。1833年，利維在倫敦逝世。土地輾轉落入威廉·哈欽森（William Hutchinson）之手。

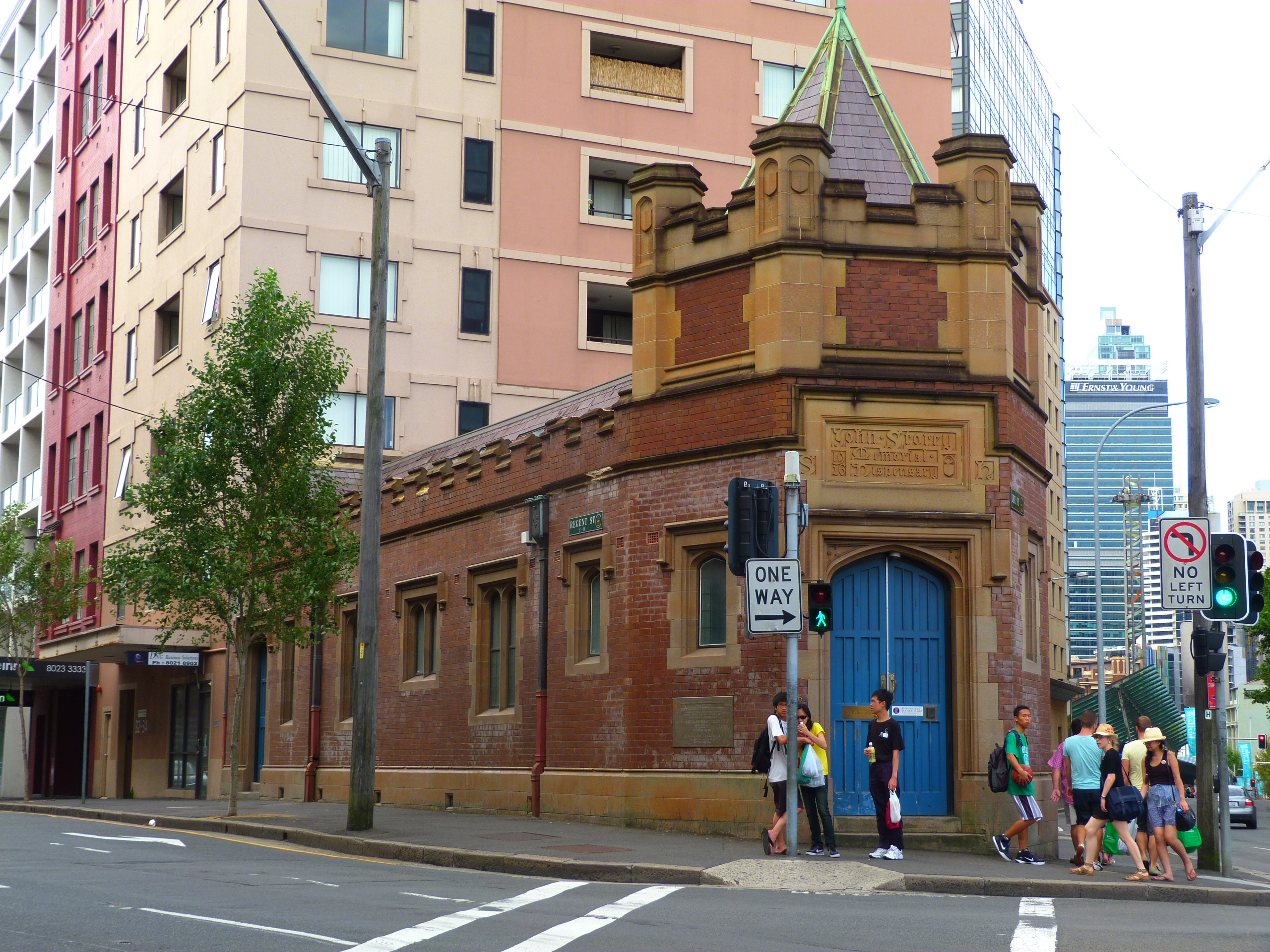
建於1926年的約翰·斯托里紀念藥房

奇彭代爾有多個已列入遺產名錄的建築物，包括又名停屍間站（Mortuary Station）的攝政街火車站和紀念前新南威爾士州長約翰·斯托里的約翰·斯托里紀念藥房。

## 舊區重建
有168年歷史的卡爾頓聯合啤酒廠於2006年12月停運，其所在的5.8公頃地皮獲重新規劃，並發展為大約255,000平方公尺的商住項目中央公園一號。

## 延伸閱讀
- Shirley Fitzgerald. CHIPPENDALE - Beneath The Factory Wall. Published by Halstead Press, Australia. 2008. (ISBN 9781920831486).

## 外部連結
- Fitzgerald, Shirley. . Dictionary of Sydney. 2008  [2015-09-26]. （原始内容存档于2021-02-09）. [CC-By-SA]